# E=MC² (Mariah Carey)
E=MC² (abbreviazione di Emancipation=Mariah Carey²) è l'undicesimo album della cantautrice statunitense Mariah Carey. L'album è stato pubblicato l'11 aprile 2008 in Italia ed il 15 dello stesso mese nel resto del mondo dall'etichetta discografica Island. La cantautrice ha iniziato a registrare i pezzi nel 2007, in Anguilla, dopo aver scritto la maggior parte dei brani durante e dopo il The Adventures of Mimi Tour.

## Singoli

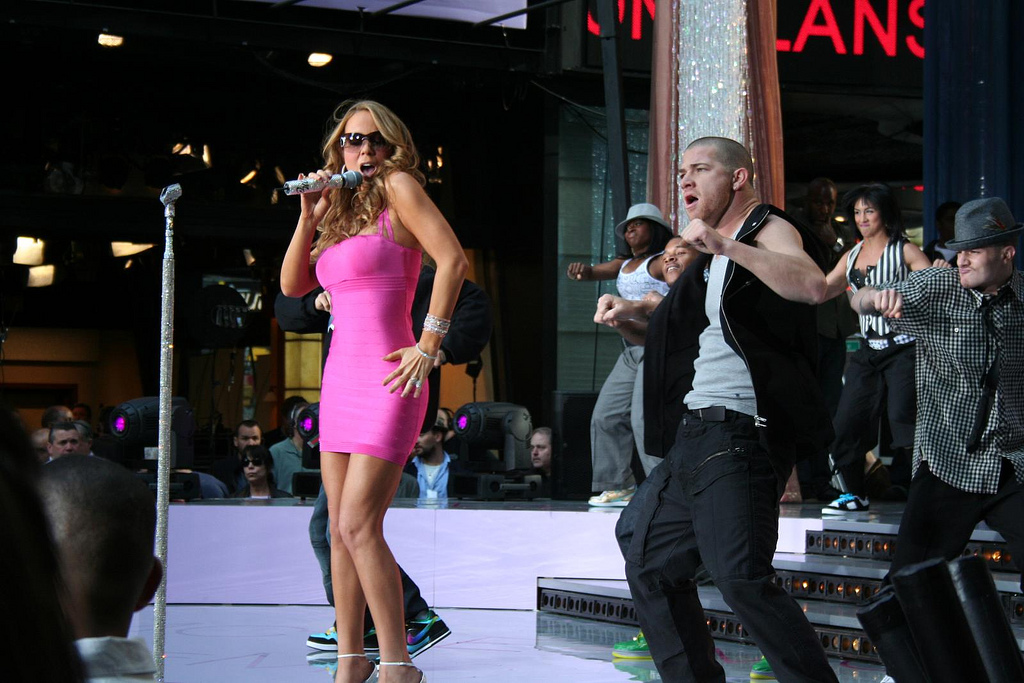
Mariah Carey canta Touch My Body al programma Good Morning America il 25 aprile 2008

- Touch My Body, primo singolo estratto dall'album, arrivò al primo posto della Billboard Hot 100[15], diventando così la 18ª numero uno della cantante negli Stati Uniti, superando Elvis Presley che aveva concluso i suoi primi posti con il brano Suspicious Minds.[16] Il singolo ottenne un discreto successo in tutto il mondo, in particolare in Italia, dove rimase cinque settimane consecutive nei primi dieci posti.[17] Touch My Body ha ottenuto la certificazioni di disco di platino in Italia[18] e negli Stati Uniti[11], dove ha venduto oltre 1.361.000 copie.[19] Nel Regno Unito è stato il 18º singolo più venduto della Carey con oltre 120.000 copie.[20]
- Bye Bye, secondo singolo estratto dall'album, ottenne meno successo del precedente. Tuttavia, raggiunse la 7ª posizione in Nuova Zelanda[21] e la diciannovesima nella Billboard Hot 100.[22]
- I'll Be Lovin' U Long Time, terzo singolo estratto dall'album, fu pubblicato il 1º luglio 2008. La Carey eseguì il brano agli MTV Video Music Awards Japan il 2 luglio[23], facendolo salire sino al 27º posto nella Billboard Japan Hot 100[24] mentre nella Billboard Hot 100 raggiunse il 58º posto.[24]
- I Stay in Love, quarto e ultimo singolo estratto dall'album, non ottenne successo. Raggiunse, infatti, solo il 95º posto nella Official Singles Chart.[25]

## Tracce
Tracce contenute in E=MC²
1. Migrate (feat. T-Pain) – 4:17 (Mariah Carey, Nathaniel Hills, Balewa Muhammad, Faheem Najm)
2. Touch My Body – 3:24 (Mariah Carey, Crystal Johnson, Christopher Stewart, Terius Nash)
3. Cruise Control (feat. Damian Marley) – 3:32 (Mariah Carey, Jermaine Dupri, Johntá Austin, Damian Marley, Manuel Seal)
4. I Stay in Love – 3:32 (Mariah Carey, Bryan-Michael Cox, Kendrick Dean, Adonis Shropshire)
5. Side Effects (feat. Young Jeezy) – 4:22 (Mariah Carey, Jay Jenkins, Crystal Johnson)
6. I'm That Chick – 3:31 (Mariah Carey, Mikkel S. Eriksen, Tor E. Hermansen, Rod Temperton, Johntá Austin)
7. Love Story – 3:56 (Mariah Carey, Jermaine Dupri, Manuel Seal, Johntá Austin)
8. I'll Be Lovin' U Long Time – 3:01 (Mariah Carey, Aldrin Davis, Mark DeBarge, Etterlene Jordan)
9. Last Kiss – 3:36 (Mariah Carey, Jermaine Dupri, Manuel Seal, Johntá Austin)
10. Thanx 4 Nothin' – 3:05 (Mariah Carey, Jermaine Dupri, Manuel Seal)
11. O.O.C. – 3:26 (Mariah Carey, Kasseem Dean, Sheldon Harris)
12. For the Record – 3:26 (Mariah Carey, Bryan-Michael Cox, Adonis Shropshire)
13. Bye Bye – 4:27 (Mariah Carey, Mikkel S. Eriksen, Tor E. Hermansen, Johntá Austin)
14. I Wish You Well – 4:35 (Mariah Carey, James Poyser)

Tracce bonus nella versione dell'album in Australia, Francia, Giappone, Nuova Zelanda e Regno Unito
1. Heat – 3:34 (Mariah Carey, William James Adams, Johntá Austin)
2. 4real4real (feat. Da Brat) – 4:13 (Mariah Carey, Bryan-Michael Cox)

## Successo commerciale
E=MC² è entrato direttamente al primo posto nella Billboard 200 con una vendita pari a 463.000 copie, diventando l'album con più vendite nella settimana di apertura di tutta la carriera della Carey, sino ad ora. La settimana seguente, l'album riuscì a mantenere il primo posto con altre 182.000 copie (il 61% in meno rispetto alla settimana precedente), secondo i dati Nielsen SoundScan, vendendo oltre 645.000 copie in sole due settimane. Con l'arrivo in classifica del nuovo album di Madonna, Hard Candy, E=MC² è sceso alla 2ª posizione vendendo 95.000 copie (meno 48%). Scende ancora al quinto posto con altre 87.000 copie vendute (-9%). Con un decremento delle vendite del 32% (59.000 copie), l'album scende al 6º posto. Vende ancora 45.000 copie (meno 23%), stabilendosi al settimo posto. Perde ancora una posizione, passando all'8ª, con una vendita pari a 36.000 copie (meno 20%). E=MC² rimase per ventisette settimane nella Billboard 200 ed è stato certificato disco di platino per avere venduto oltre 1.000.000 di copie dalla Recording Industry Association of America. Secondo i dati raccolti da Nielsen SoundScan, l'album ha raggiunto 1.300.000 copie vendute a giugno 2009.
Nel Regno Unito, E=MC² ha debuttato al 3º posto con una vendita pari a 34.769 copie, diventando la posizione più alta raggiunta da un album della cantante sin dai tempi di Butterfly (1997) che aveva debuttato al secondo posto con 28.758 copie vendute. L'album è stato certificato disco d'oro dalla British Phonographic Industry per avere venduto oltre 100.000 copie. In Francia, E=MC² ha venduto, nel corso del 2008, 32.800 copie (11.133 delle quali nella prima settimana). In Canada, E=MC² segna il ritorno di un album della cantante al primo posto, non avveniva da Butterfly (1997), con una vendita pari a 19.000 copie nella prima settimana di vendita. L'album è stato certificato disco di platino per avere venduto oltre 100.000 copie dalla Canadian Recording Industry Association. In Italia, l'album ha debuttato al 9º posto nella classifica ufficiale italiana nella settimana che raccoglie i dati di vendita dall'11 al 17 aprile 2008, vendendo un totale di 15.000 copie dalla pubblicazione.

## Classifiche
| Classifica (2008) | Posizione massima |
| ----------------- | ----------------- |
| Australia         | 2                 |
| Austria           | 8                 |
| Belgio (Fiandre)  | 17                |
| Belgio (Vallonia) | 25                |
| Canada            | 1                 |
| Danimarca         | 18                |
| Francia           | 6                 |
| Germania          | 7                 |
| Grecia            | 2                 |
| Irlanda           | 7                 |
| Italia            | 9                 |
| Messico           | 43                |
| Norvegia          | 20                |
| Nuova Zelanda     | 10                |
| Paesi Bassi       | 11                |
| Portogallo        | 15                |
| Regno Unito       | 3                 |
| Repubblica Ceca   | 39                |
| Stati Uniti       | 1                 |
| Spagna            | 16                |
| Svezia            | 22                |
| Svizzera          | 5                 |

### Classifiche di fine anno
| Anno | Paese       | Posizione |
| ---- | ----------- | --------- |
| 2008 | Stati Uniti | 22        |